# Trema
Trema (wł. tremare – drżeć, bać się, łac. tremere – trząść się) to zaburzenie emocjonalne odczuwane w chwili publicznego występu lub przed nim. Z powodu tremy wyuczone zachowanie (czy to aktora na scenie, czy studenta wobec egzaminatora) ulega w jednej chwili zatarciu, jest to jednak stan przejściowego zahamowania, gdyż po pewnym czasie uprzednio nabyta wiedza może być z powrotem uruchomiona. Trema jest objawem nadmiernego napięcia emocjonalnego i lęku. Trema to również dynamiczny proces psychiczny związany z publicznym wykonaniem utworów muzycznych, gdy wykonawca spodziewa się oceny ze strony słuchaczy. W procesie tym zachodzi interakcja komponentów emocjonalnych i poznawczych spowodowana niepewnością ocen własnego wykonania lub oczekiwaniem ocen negatywnych. Procesowi temu towarzyszą zwykle negatywne emocje z charakterystycznymi dla nich nieprzyjemnymi objawami ze strony układu wegetatywnego.

## Objawy tremy
Psychologowie zajmujący się problematyką tremy zgodni są co do stwierdzenia, że trema jest zjawiskiem wielopoziomowym, spokrewnionym z lękiem, a właściwa jej triada objawów lękowych obejmuje symptomy fizjologiczne, poznawczo-emocjonalne oraz behawioralne. 
Triada objawów tremy:
- Fizjologiczne  – zaburzenia oddychania, większa potliwość, przyśpieszenie rytmu serca, suchość w ustach, problemy żołądkowe, wydzielanie się hormonów: adrenaliny i kortyzolu
- Poznawczo-emocjonalne – poczucie niepokoju, napięcia, obawy, paniczny strach; zmniejszenie koncentracji uwagi, luki pamięciowe, drażliwość, pojawianie się niezwiązanych z zadaniem myśli zakłócających przebieg wykonania, etc.
- Behawioralne – drgawki, trzęsienie się rąk, problemy z przyjęciem wygodnej pozycji i naturalnym poruszaniem się, błędy techniczne wykonania.

Częstymi objawami tremy są zaburzenia procesu koncentracji uwagi, jej rozproszenie, co powoduje obniżenie możliwości kontroli emocjonalnej i intelektualnej wykonania. Skutkiem tego często jest poczucie braku kompetencji, braku zadowolenia z zawodu, utrwalenie się nastawienia na porażkę – popadanie w błędne koło tremy.   

## Klasyfikacja tremy

### Rodzaje tremy – aspekt temporalny
Trema jest procesem przebiegającym w czasie, nie ograniczonym tylko do momentu publicznego wykonania utworu. W procesie tym wyróżnia się trzy wzajemnie oddziałujące na siebie fazy: 
1. trema przedkoncertowa – związana z przygotowywaniem się artysty do występu, towarzyszą jej uczucia niepewności i lęku, głównym objawem jest pobudzenie centralnego i wegetatywnego układu nerwowego;
2. trema koncertowa – pojawiające się podczas publicznego wykonania poczucie braku kontroli nad wykonaniem, zaburzenia uwagi, nieprawidłowa ocena i negatywne myśli o sobie;
3. trema pokoncertowa – polegająca głównie na retrospekcji wykonanego utworu, przeżywaniu emocji wstydu, załamania, niespełnienia oczekiwań osób znaczących, główny objaw – przeżywanie braku zgodności między oczekiwanym a osiągniętym poziomem wykonania.

Na każdym z tych trzech etapów zachodzi proces oceniania, ale każdorazowo dotyczy on innych aspektów zdarzenia, każdej fazie towarzyszą inne objawy psychiczne i fizjologiczne. Kępińska-Welbel udziela konkretnych wskazówek co do sposobów radzenia sobie z tremą w poszczególnych fazach występu.
Silne przeżycie tremy przedkoncertowej często pełni funkcję terapeutyczną dla tremy koncertowej: wyobrażanie i przeżywanie emocji występu, sytuacji na scenie, przegrywanie utworu w pamięci przypomina stosowaną w psychoterapii behawioralną technikę desensytyzacji. Dla przykładu, u większości muzyków trema trwa do momentu usłyszenia czy zagrania pierwszych dźwięków utworu.

### Rodzaje tremy – aspekt funkcjonalny
Występowanie pobudzenia emocjonalnego jest niezbędną składową dobrego wykonania, nadającą występowi swoisty blask i sprawiającą, że każde następne wykonanie jest unikalne. Dlatego wykonania „na żywo” są bardziej cenione niż nagrania. 
Odwołując się do wyników badań nad wpływem fizjologicznego pobudzenia na poziom wykonania wielu badaczy uznaje za uzasadniony podział tremy na dezadaptacyjna (maladaptive) i adaptacyjna (adaptive):
- trema dezadaptacyjna jest zjawiskiem powszechnie znanym i ma  destrukcyjne skutki dla wykonania;
- trema adaptacyjna ujmowana jest w kategoriach pozytywnego pobudzenia, ekscytacji przed wyjściem na scenę, wzmaga ona wyobraźnię i motywację do występu.

Borkovec proponuje posługiwać się dodatkowo terminem trema reaktywna w odniesieniu do niepewności i lęku, będących skutkiem nieprawidłowego przygotowania się do występu, niskiego poziomu zdolności lub braku doświadczenia scenicznego. Przypomina, że staranne przygotowanie jest podstawą dobrego wykonania.     

## Radzenie sobie z tremą
Wśród technik radzenia sobie z tremą najczęściej stosowanych przez zawodowych muzyków znalazły się relaksacja mięśni i techniki oddechowe. Znamienne jednak, że aż 34% przyznało się do stosowania używek (leków z grupy beta-blokerów, m.in. propranololu) oraz alkoholu. Przypadłość ta jest szeroko znana wśród zawodów artystycznych i w perspektywie prowadzi do niemożności wykonywania zawodu. Taka skala zjawiska stanowi swoiste wyzwanie dla psychologów. 
Psychologowie zgadzają się co do tego, że najbardziej skuteczną w obniżeniu tremy u muzyków jest połączenie terapii poznawczej i behawioralnej: 
1. relaksacja mięśni zmniejsza somatyczną aktywność i wzmaga poczucie kontroli nad fizjologicznymi stanami,

1. poznawcza reinterpretacja sytuacji natomiast pomaga zmienić negatywne myśli i myśli niezwiązane z zadaniem na stany pozytywnie zorientowane na zadanie (modyfikująca „mowa do siebie”[10] pomaga kształtować pozytywne nastawienie)[11][12].

Pedagodzy-członkowie Amerykańskiej Organizacji Edukacji Muzycznej (MENC, 1994) przygotowali zestaw wskazówek do obniżenia tremy u muzyków. Autorzy przypominają, że odpowiednie przygotowanie się jest podstawą poczucia pewności w wykonaniu, lecz musi być wzmocnione poprzednimi pozytywnymi doświadczeniami. W tym celu proponują organizowanie częstych występów z większym prawdopodobieństwem sukcesu (mniej wymagająca sytuacja i przyjaźnie nastawiona publiczność). Rozgrzewka przed koncertem oraz dobrze przemyślana struktura występu (mentalny obraz utworu, obraz siebie na scenie,psychiczne przygotowanie do występu) wzmagają poczucie pewności na scenie. Podkreślają także ważność umiejętności pozytywnej interpretacji odczuwanego wzrostu pobudzenia, w celu "wkalkulowania" tremy w występ (MENC, 1994).